# 孔熙先
孔熙先（410年代—445年） 南朝宋人，奉圣亭侯孔隐之之侄。
通文史、星算，精醫術，尤長於脈學，曾以一劑治好許耀忠之疾。官至散騎員外郎。經由范曄外甥謝綜的介紹，認識范曄，常在一起賭博。元嘉二十二年（445年）十一月，徐湛之告發范曄、孔熙先等密謀擁立劉義康，被以謀反罪被處死刑。
熙先被逮捕到建康時，文帝見他“辭氣不橈，甚奇其才”，便責問他：“以卿之才，而滯於集書省，理應有異志。此用我負卿也。”又詰責吏部尚書何尚之：“使孔熙先年將三十作散騎郎，那不作賊。”熙先在獄中上書謝恩，並告訴皇上要戒骨肉之禍，曰：「願且勿遺棄，存之中書。若囚死之後，或可追錄，庶九泉之下，少塞釁責。」孔熙先与及弟弟孔休先、孔景先、孔思先，孔熙先的儿子孔桂甫、孔桂甫的儿子孔白民同时被杀。 